# 中前隆博
中前 隆博（なかまえ たかひろ、1960年〈昭和35年〉8月13日 - ）は、日本の外交官。サンパウロ総領事や、外務省中南米局長、駐アルゼンチン特命全権大使を経て、駐スペイン特命全権大使。

## 経歴
広島県広島市出身。広島学院高等学校を経て、1985年3月東京大学法学部卒業。外務公務員採用上級試験に合格して、同年4月外務省入省。
2017年7月14日、外務省中南米局長に就任。
2019年7月24日、在アルゼンチン日本大使に任命された。
2022年9月9日、駐スペイン日本大使に任命された。

## 年表
基本的な出典
- 1985年
  - 03月：東京大学法学部卒業
  - 04月：外務省入省
- 1986年：在スペイン日本国大使館[6]
- 1988年：在メキシコ日本国大使館[6]
- 1990年：通商産業省資源エネルギー庁石油部計画課[6]
- 1992年
  - 07月：通商産業省資源エネルギー庁石油部計画課課長補佐
  - 07月：外務省中南米局中南米第二課課長補佐
- 1993年07月：外務省中南米局中南米第二課首席事務官
- 1994年06月：外務省大臣官房会計課課長補佐
- 1996年07月：外務省経済局国際機関第二課首席事務官
- 1998年07月：外務省在アルゼンティン日本国大使館一等書記官
- 2001年09月：外務省経済協力開発機構日本政府代表部一等書記官
- 2002年01月：外務省経済開発協力機構日本政府代表部参事官
- 2004年08月：外務省総合外交政策局国連政策課国際平和協力室長
- 2006年04月：外務省在イラク日本国大使館参事官
- 2007年09月：外務省中南米局中南米課長
- 2008年07月：外務省中南米局中米カリブ課長
- 2009年07月：外務省大臣官房情報通信課長
- 2011年08月：外務省国際連合日本政府代表部公使
- 2013年07月：外務省在ブラジル日本国大使館公使
- 2015年05月：外務省在サンパウロ日本国総領事館総領事
- 2017年07月14日：外務省中南米局長[3]
- 2019年
  - 07月05日：外務省大臣官房付[7]
  - 07月24日：在アルゼンチン日本大使[4]
- 2022年9月9日：駐スペイン日本大使

## 同期
- 相木俊宏（21年タジキスタン大使）
- 磯俣秋男（24年スリランカ大使・21年アラブ首長国連邦大使）
- 市川とみ子（23年軍縮会議代表部大使）
- 伊藤恭子（23年チリ大使・20年エチオピア大使）
- 稲垣久生（23年トンガ大使）
- 大菅岳史（22年チュニジア大使・19年国連次席大使・18年外務報道官・17年アフリカ部長）
- 大森摂生（22年ボツワナ大使）
- 島田順二（21年メルボルン総領事）
- 清水信介（22年特命全権大使（アフリカ開発会議（TICAD）担当兼アフリカの角地域関連担当、国連安保理改革担当、安保理非常任理事国選挙担当）・18年チュニジア大使）
- 鈴木秀生（24年特命全権大使（広報外交担当兼国際保健担当、メコン協力担当）・20年チェコ大使・19年国際協力局長・17年地球規模課題審議官）
- 鈴木浩（22年インド大使・20年外務審議官・12年内閣総理大臣秘書官）
- 鈴木亮太郎（21年アイスランド大使）
- 滝崎成樹（20年内閣官房副長官補・19年アジア大洋州局長）
- 竹内一之（22年ザンビア大使）
- 垂秀夫（20年中国大使・19年官房長）
- 橋本尚文（22年特命全権大使（人権担当兼国際平和貢献担当）・20沖縄大使・18年イラク大使）
- 福島秀夫（21年パナマ大使・18年ヒューストン総領事）
- 前田徹（21年ブルネイ大使）
- 三澤康（25年関西担当大使・22年タンザニア大使）
- 水嶋光一（21年イスラエル大使・19年領事局長）
- 水越英明（24年スウェーデン大使・21年スリランカ大使・20年国際情報統括官）
- 武藤顕（23年ロシア大使・22年外務省研修所長）
- 森美樹夫（23年ニューヨーク総領事・21年領事局長）
- 山元毅（23年ペルー大使・19年グアテマラ大使・17年東京都外務長）